# 3A busz (Szekszárd)
A szekszárdi 3A buszjárat a Autóbusz-állomás és Tolnatej Zrt. kapcsolatát látja el. Ez a járat az autóbusz-állomásról az iparterületre és vissza szállítja az utasokat. Kizárólag munkanapokon közlekedik. A 3A járatokat az autóbusz-állomásról induló 7A járatok bevárják, átszállással kapcsolatot biztosítva az utasoknak az ipartelep és a városközpont között. A város legrövidebb járata, kihasználtsága ebből adódóan alacsony.

## Útvonala
| Autóbusz-állomás - TOLNATEJ Zrt.                              |
| ------------------------------------------------------------- |
| - Autóbusz-állomás - Epreskert - Aranytó utca - Tolnatej Zrt. |

## Megállóhelyei
| sz. | megállóhely neve | menetidő (perc) | menetidő (perc) | átszállási kapcsolatok           | intézmények                       |
| --- | ---------------- | --------------- | --------------- | -------------------------------- | --------------------------------- |
| 0   | Autóbusz-állomás | 0               | 5               | 1, 2, 2Y, 4, 5, 5Y, 6, 7, 7A, 7B | •Autóbusz-állomás, •Vasút-állomás |
| 1   | Epreskert        | 3               | 2               | 7, 7B                            |                                   |
| 2   | Aranytó u.       | 4               | 1               | 7, 7B                            |                                   |
| 3   | Tolnatej Zrt     | 5               | 0               | 7, 7B                            |                                   |